# Yodfat (antic)

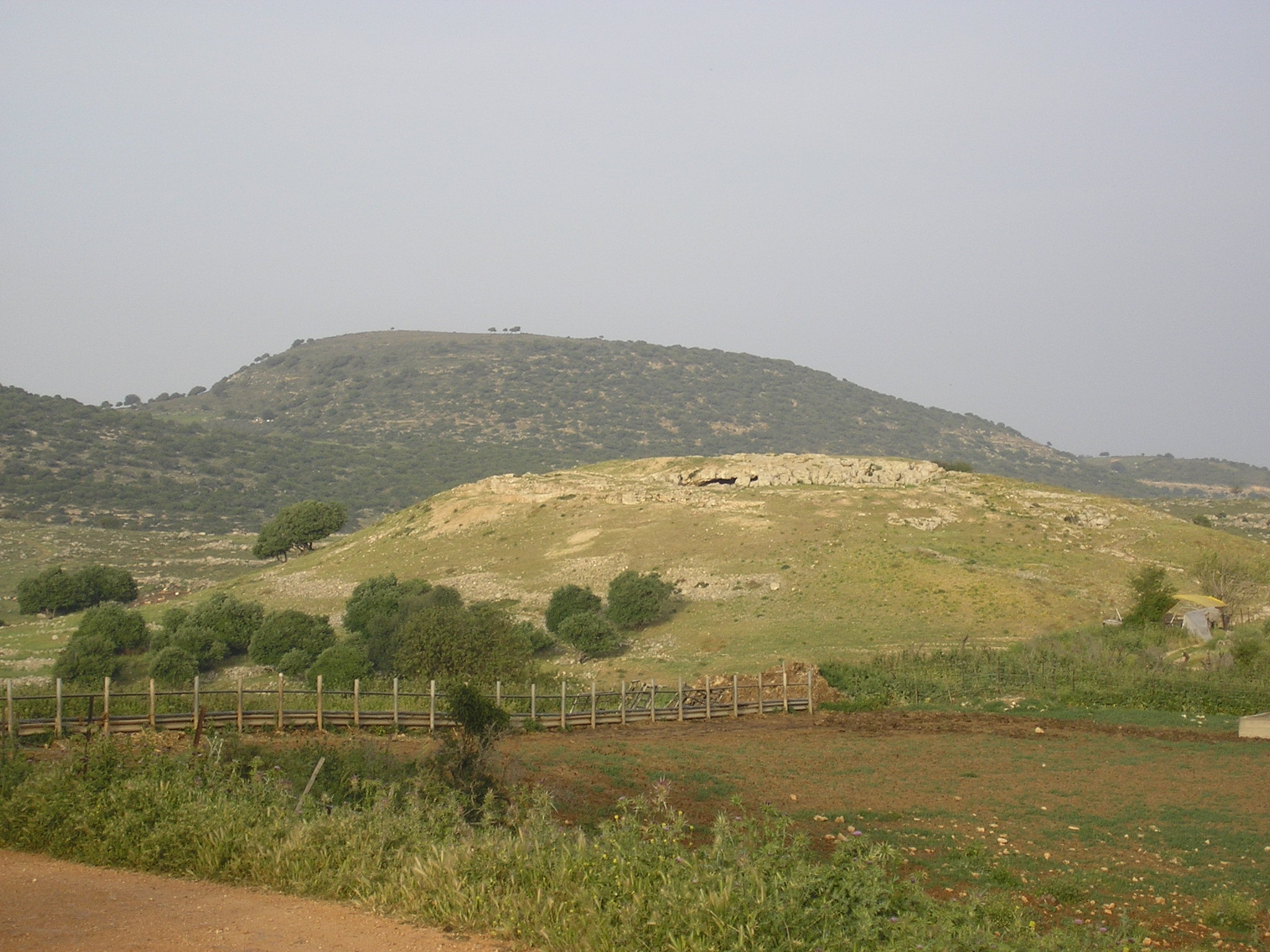
Dealul pe care s-a aflat în antichitate cetatea Yodfat, în spate - dealul cunoscut ca Muntele Atzmon

Yodfat (antic) sau Yotvatul antic (în ebraică:   יודפת sau  יוטבט, în latină Iotapata) este o cetate antică așezată în nordul Israelului, în centrul Galileei superioare, în inima lanțului de dealuri numit Munții Yodfat, la sud-vest de moșavul modern Yodfat, la 22 km est de Acra și la 9 km de Tzipori.
Ruinele cetății sunt  situate pe o colină scundă,Tel Yodfat, având înălțimea de 419 metri deasupra nivelului mării, înconjurată de mai multe culmi mai înalte care o ascund de priviri. La est si la nord-est o înconjoară rîul Yodfat, un afluent al acestuia - din apus, sud  și nord-vest. Aceste cursuri de apă creează niște povârnișuri abrupte în trei laturi ale dealului, lasând un acces la dealul cetății numai dinspre nord, unde se află o șea care o unește cu dealul din dreapta.
Colina Tel Yodfat se deosebește de alte Tel - coline cu semnificație arheologică - prin faptul ca este în cea mai mare parte stâncoasă și are foarte puține ruine la suprafață. În schimb locul ascunde numeroase peșteri în care s-au ascuns răsculații evrei, precum și cisterne antice de apă. 
Yodfat este menționat în Mișna și în cărțile lui Josephus Flavius (Yosef ben Matityahu).
Ea face parte dintr-un șir de cetăți pomenite de Mișna ca fiind înconjurate de ziduri înca din vremea lui Iosua Navi. Se presupune ca Yotva cea amintită în Vechiul Testament, în Cartea Regilor II ca fiind locul de obârșie al lui Meshulemet Bat Harutz, mama regelui Amon al Iudeei  este identică cu Yodfat. Totuși, ruinele cele mai vechi găsite la fața locului datează abia din epoca elenistică timpurie, din secolele IV-III  î.e.n.. După relicvele arheologice, în această perioadă Yodfat era o așezare mică locuită de idolatri și doar după cucerirea Galileei de către regii Hasmonei a început stabilirea evreilor în localitate.

## În timpul marii răscoale antiromane

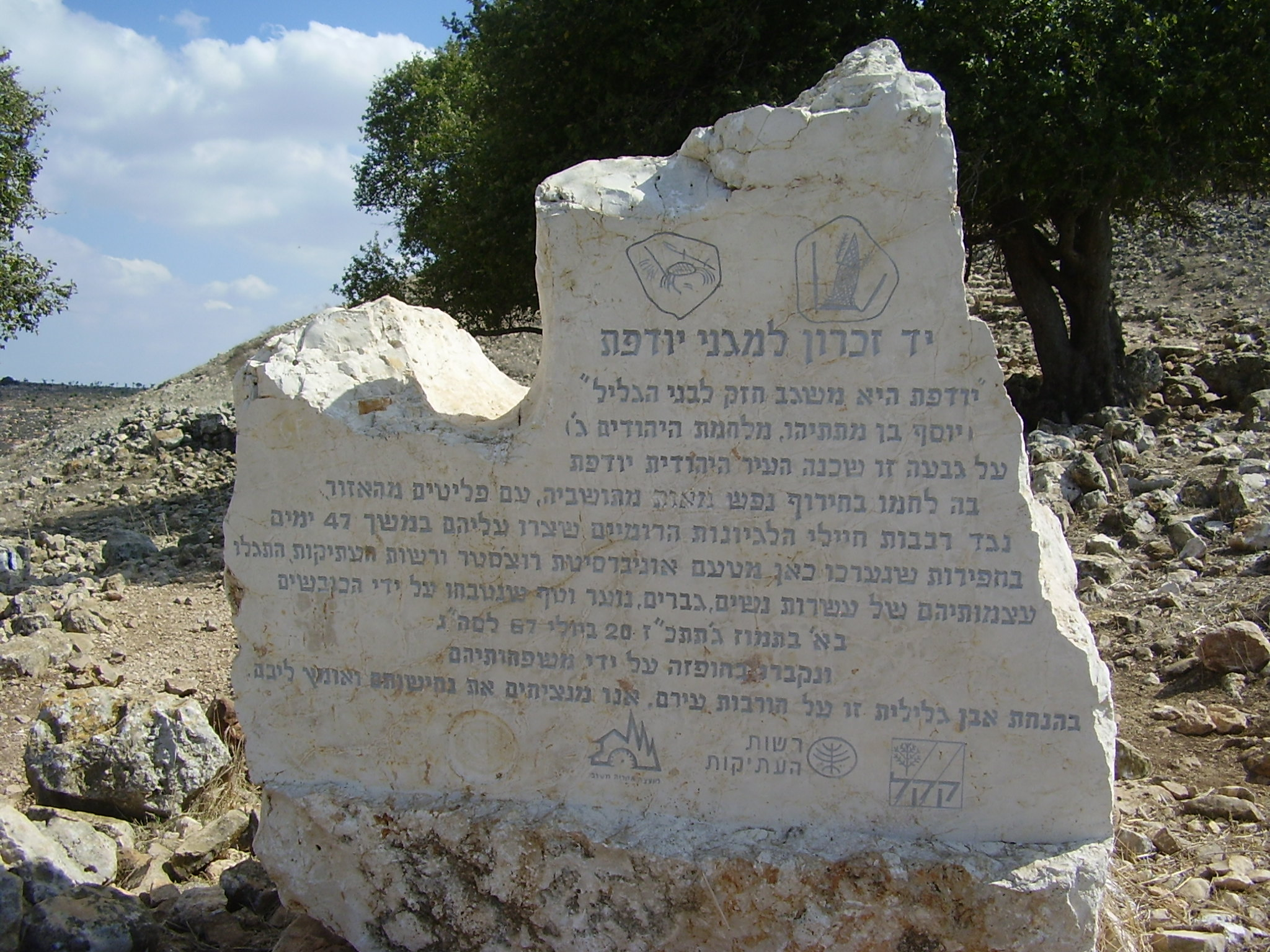
Placa memorială în amintirea apărătorilor cetăţii Yodfat

În vremea marii revolte a evreilor împotriva stăpânirii romane, în anul 67, cetatea Yodfat a fost asediată timp de 47 zile de către forțele romane de sub comanda generalului Vespasian. Yodfat era una din localitățile fortificate din porunca lui Yosef ben Matityahu după numirea sa în postul de guvernator al Galileei.
După ce orașul Sepphoris s-a predat romanilor, Yosef ben Matityahu a încercat, potrivit propriei mărturii, să-și îndrepte trupele împotriva înaintării armatei romane, dar oștenii săi au luat-o la fugă și s-au risipit în
toate direcțiile. Yosef însuși s-a refugiat atunci la Tiberias, apoi la începutul lui iunie 67, la Yodfat. 
Când Vespasian a aflat ca mulți dintre răsculați se concentrează la Yodfat și ca această cetate "e o puternică fortăreață a galileenilor", el a decis să-și îndrepte trupele într-acolo.
Asediul cetății de către romani a durat șase săptămâni, vreme în care romanii au ridicat în fața zidului de 
nord metereze din copaci și pietre, pentru a urca și pătrunde în oraș, de asemenea au supus cetatea la tiruri de săgeți și de pietroaie din baliste. După ce eforturile lor nu au dat roade, deoarece intre timp cei asediați au înălțat și mai mult zidul de apărare, romanii au pus în funcție berbeci de fier. Elazar ben Shemi din satul Shab a izbutit să rupă aruncând un bolovan uriaș capul unui astfel de "berbec". Romanii au înălțat atunci un meterez în fața zidului de miazănoapte și au încercat iarăși să străpungă zidul. Asediații au încercat să se împotrivească turnând ulei fierbinte în capul oștenilor romani. Un trădător din rândurile evreilor, care a fugit din cetate și care a fost capturat, i-a informat pe romani că cei din cetate sunt sleiți și istoviți și ca în ultima din gărzi obișnuiesc să adoarmă de oboseală. Știind aceasta, Vespasian hotărî să dea unui grup de soldați de elită în frunte cu fiul său, Titus,misiunea de a urca pe zid atunci când străjile din cetate obișnuiesc să adoarmă. Soldații lui Titus au reușit, într-adevăr, să-i surprindă  pe străjerii adormiți ai cetății și să le taie grumazurile, iar apoi au deschis poarta cetății în fața restului oastei romane.
Romanii au distrus cetatea până la temelie și au măcelarit mulți dintre locuitori. Legenda povestește că o mare parte din răsculați au preferat să se arunce de pe o stâncă de la capătul localității, decât să cadă în mâinile romanilor.  Yosef, cu un mic număr de oameni, a fugit și  s-a refugiat într-o peșteră. În ascunzișul lor, ei s-au grupat în perechi și și-au jurat să se sinucidă în colectiv, fiecare omorându-și perechea. Singur Yosef și-a convins tovarășul că e preferabil să nu renunțe la viață și să se predea amândoi romanilor. Vespasian a primit cu respect pe fostul comandant al răsculaților din zonă. Yosef a rostit la rândul său vorbe alese și măgulitoare,și, dând de înțeles că ar avea daruri de proroc, i-a prezis lui Vespasian că va ajunge împărat la Roma.

## După revoltă
După reprimarea revoltei Yodfat a fost reclădit și a continuat să subziste aici o așezare evreiască. Talmudul povestește despre Menahem Yodfaah, care a trăit la două sute  de ani după marea revoltă. Rashi, în comentariul său la Talmudul babilonean (Zevahim 110,2) tălmăcește:"Yodfaah - din Yodfat". La Yodfat s-a stabilit o familie de cohanim numită Miyamin, a cărei ședere în localitate este pomenită în mai multe poezii liturgice - piutim - din epoca bizantină (În versiunile târzii ale acestora numele Yodfat s-a alterat în Yorafat sau Yorfat, iar geograful Yehossef Schwartz (1804-1865) amintește ca sunt printre locuitorii Galileei care denumesc locul „Yorfat” cu r in locul lui d)
Ulterior,locul a mai fost asezat o vreme și în evul mediu. În ultimele sute de ani au sălășluit aici dar nu ca așezare permanentă, beduini arabi, care au denumit locul Hirbet Djefet
După întemeierea Statului Israel modern (1948), în anul 1960 a luat ființă în apropiere, un sat evreiesc, moșavul Yodfat.

## Arheologie și patrimoniu spiritual
Prin 1847 consulul Prusiei la Ierusalim,Ernst Gustav Schultz (1811-1851), orientalist și teolog, a fost cel dintâi care în cursul unei călătorii de explorare în inima Galileei, a identificat locul unde s-a aflat în trecut cetatea Yodfat. El s-a bazat pe descrierea din cărțile lui Josephus Flavius și pe asemănări fonetice cu denumirea arabă a locului, Khirbet Djefet. În cursul secolului al XX-lea s-au efectuat în câteva rânduri cercetări ale zonei. Prima excavație s-a efectuat însă abia în 1990, dar a fost limitată, restrăngându-se la 
presa de ulei găsită în una din peșterile din zonă.
Între anii 1990-1992 s-au executat la fața locului 8 sesiuni de săpături arheologice din partea Serviciului antichităților al Israelului și a Universității Rochester din S.U.A, sub conducerea lui D.Edwards, Mordehay Aviam și D.Adan-Bayewitz. Arheologii au dezvelit urme mergând de la epoca elenistică și până în evul mediu.S-au găsit urmele unui zid de fortificație din epoca ptolemeică, precum și, la nord-vest, urmele unei rampe utilizate de romani în asediul din anul 67. 
De asemenea au fost descoperite dărâmături ale unor ziduri care par a fi fost parte din fortificațiile ridicate înainte de sosirea trupelor romane. Au fost găsite și ruine ale unor case, inclusiv ale unui perete pictat, cuptoare de olărit și băi rituale iudaice (mikvaot). 
Până deunăzi se credea că Yodfat era simbolul rezistenței de neclintit în fața unui dușman puternic, motiv care era fost accentuat de relatarea din vremea epocii romane, după care o mare parte din locuitori au murit aruncându-se de pe stânca din capătul orașului. În schimb, în excavațiile și cercetările efectuate nu s-au găsit urmele unor astfel de sinucideri colective. Unii cred că s-ar fi produs. poate, victime, în timpul goanei în panică a unora dintre locuitori.    
Săpăturile au descoperit 1600 capete de săgeți romane, pietre lansate de baliste, fragmente de armuri ale soldaților romani. De asemenea s-au găsit oase omenești arse, aparținând unora din persoane ucise, probabil ale locuitorilor, ceea ce ar putea să reprezinte o dovadă a măcelăririi locuitorilor de către romani, în cursul ocupării orașului.  
Zeev Jabotinski a văzut în Yodfat un simbol al continuității luptei naționale a poporului evreu.
Imnul mișcării de tineret „Beitar” a sionismului revizionist menționează Yodfat în rând cu  cetățile Masada și Beitar care au intrat în legendă prin rezistența lor în fața romanilor.
"ביתר הנלכדה, יודפת, מסדה, תרומנה בהוד והדר... למות או לכבוש את ההר - יודפת, מסדה, ביתר".
„Beitar ce-a căzut, Yodfat și Masada, nălțate fi-vor în glorie și mândrie... să mori ori muntele să-l cucerești, Yodfat, Masada, Beitar”.

## Note

Vedere panoramică a colinei Tel Yodfat, cu urme ale cetăţii antice